# Leichtathletik-Weltmeisterschaften 2011/Teilnehmer (Malawi)
| Gelbes Symbol für Goldmedaillen mit stilisierten Olympischen Ringen | Graues Symbol für Silbermedaillen mit stilisierten Olympischen Ringen | Braundes Symbol für Bronzemedaillen mit stilisierten Olympischen Ringen |
| ------------------------------------------------------------------- | --------------------------------------------------------------------- | ----------------------------------------------------------------------- |
| —                                                                   | —                                                                     | —                                                                       |

Der Leichtathletik-Verband Malawis stellte bei den Leichtathletik-Weltmeisterschaften 2011 im koreanischen Daegu zwei Teilnehmer.

## Ergebnisse

### Männer

#### Laufdisziplinen
| Athlet      | Disziplin | Vorlauf | Vorlauf | Halbfinale | Halbfinale | Finale       | Finale |
| Athlet      | Disziplin | Zeit    | Platz   | Zeit       | Platz      | Zeit         | Platz  |
| ----------- | --------- | ------- | ------- | ---------- | ---------- | ------------ | ------ |
| Mike Tebulo | Marathon  |         |         |            |            | 2:22:45 h SB | 36     |

### Frauen

#### Laufdisziplinen
| Athletin          | Disziplin    | Vorlauf | Vorlauf | Halbfinale    | Halbfinale    | Finale        | Finale        |
| Athletin          | Disziplin    | Zeit    | Platz   | Zeit          | Platz         | Zeit          | Platz         |
| ----------------- | ------------ | ------- | ------- | ------------- | ------------- | ------------- | ------------- |
| Ambwene Simukonda | 400 m Hürden | 54,81 s | 31      | ausgeschieden | ausgeschieden | ausgeschieden | ausgeschieden |